# The Number of the Beast (Lied)
Das Lied The Number of the Beast (engl. für: Die Zahl des Tieres) ist die siebte Single der britischen Heavy-Metal-Band Iron Maiden. Es stammt aus dem gleichnamigen Album aus dem Jahr 1982. Die Single wurde im Jahr 2005 wiederveröffentlicht. Das Lied wurde von Steve Harris komponiert und löste in Amerika eine Kontroverse aus.
Die Single wurde eines der populärsten Lieder von Iron Maiden und häufig auf Konzerten gespielt. Daneben wird das Lied in mehreren Videospielen und Filmen verwendet.

## Entstehung

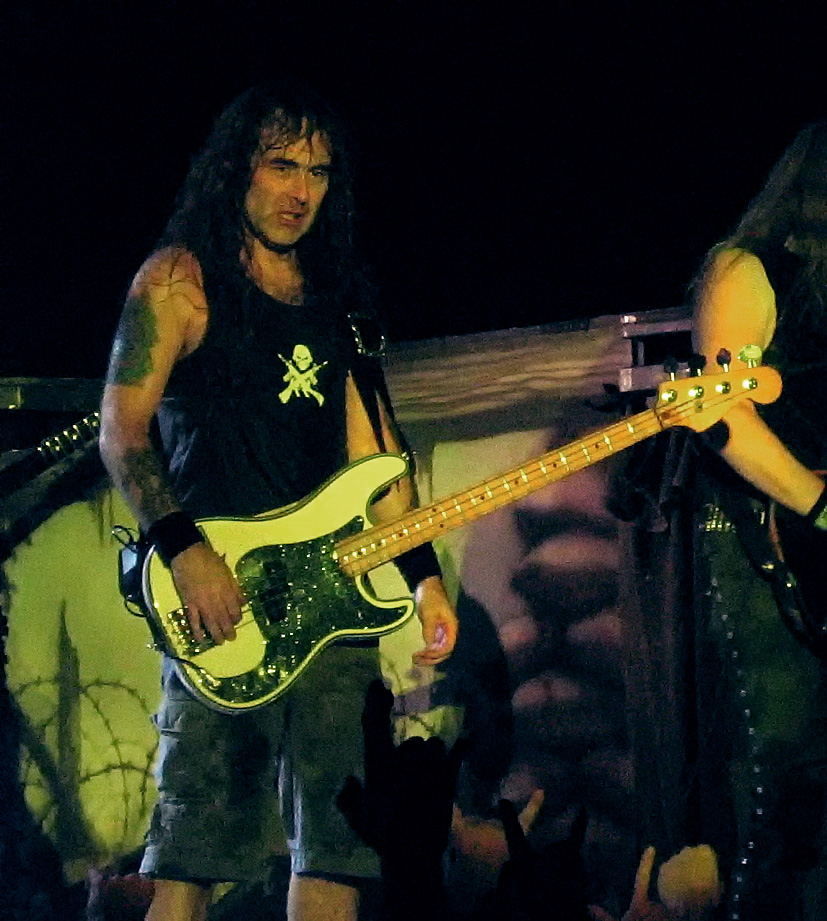
Steve Harris komponierte das Lied nach einem Albtraum

Die Idee zum Lied kam Steve Harris, nachdem er einen Albtraum hatte, der durch den Film Damien – Omen II ausgelöst wurde. Daneben übte auch das Gedicht Tam o’ Shanter von Robert Burns einen großen Einfluss auf das Lied aus.
Das Lied beginnt mit einführenden Worten aus der Offenbarung des Johannes, die von Barry Clayton (1931–2012) gesprochen werden. Laut Bruce Dickinson wollte die Band ursprünglich, dass Vincent Price die Rolle übernimmt, allerdings wollte er 25.000 £ für diese Aufgabe.

## Musikvideos

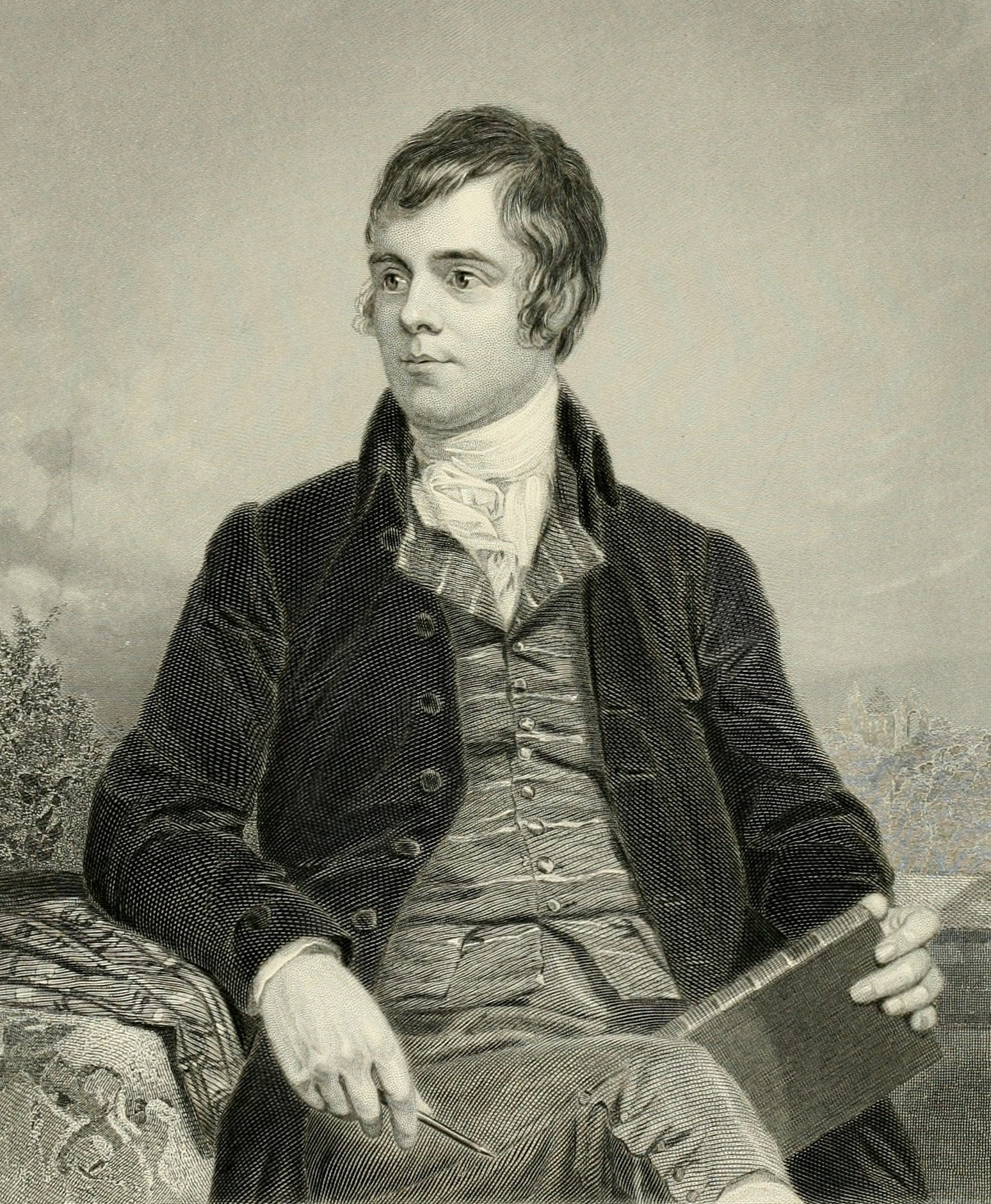
Robert Burns’ Gedicht Tam o’ Shanter übte einen großen Einfluss auf das Lied aus

Das Video wurde erstmals auf MTV ausgestrahlt, wobei Eddies Auftritt am Ende des Videos viele Zuschauer verängstigte.
Das erste Musikvideo zeigt die Band beim Spielen des Liedes. Die Szenerie wird damit unterbrochen, dass verschiedene Ausschnitte aus mehreren Horror- und Monsterfilmen gezeigt werden. Einige Szenen stammen aus folgenden Filmen: Der Satan mit den tausend Masken, Godzilla und die Urweltraupen, Nosferatu, Gigant des Grauens und The Crimson Ghost. Im Mittelteil des Stücks ist ein Gitarrensolo zu hören, zu dem ein Tanzpaar mit der Nummer 6 über die Bühne schwebt. Sie verwandeln sich in Monster und halten später ein weiteres Nummernschild mit der Zahl 6 in die Kamera. Diese Zahl komplettiert das Zeichen der 666. Daneben sind abseits der Bühne Satan und ein Monster zu sehen. Laut der Fernsehsendung That Metal Show wurden die Figuren von Satan und dem Monster von Nicko McBrain und einem Freund der Band gespielt.
Es gibt ein weiteres Musikvideo, das später auf der DVD Visions of the Beast veröffentlicht wurde. Dieses Video besteht aus Flash-Animationen, die von Camp Chaos animiert wurden. Hierbei wurden Szenen aus dem Film Der Exorzist verwendet. Des Weiteren trat Bruce Dickinson als Priester auf.

## Kontroversen
Der Titel The Number of the Beast und die künstlerische Gestaltung des Albums lösten in Amerika die Diskussion aus, ob Iron Maiden eine satanistische Gruppe wäre. Diese Diskussion wurde vor allem von religiösen Gruppen geführt. Die Kontroverse sorgte dafür, dass Alben der Gruppe während ihrer Tournee The Beast on the Road verbrannt wurden. Folge dieser Aktion war allerdings, dass die Band an Bekanntheit gewann.
Steve Harris wies diese Unterstellungen zurück und bezeichnete sie wie folgt:

“… mad. They completely got the wrong end of the stick. They obviously hadn’t read the lyrics. They just wanted to believe all that rubbish about us being Satanists.”

„… verrückt. Sie haben die Sache total falsch verstanden. Sie hatten offensichtlich den Liedtext gar nicht gelesen. Sie wollten nur diesen ganzen Quatsch glauben, dass wir Satanisten wären.“

Auf dem Album Piece of Mind unterstrichen sie diese Wirkung bewusst und unterlegten das Lied Still Life mit einer Rückwärtsbotschaft. In dieser spielte Nicko McBrain den betrunkenen Diktator Idi Amin, der folgende Botschaft verkündet:

“Don’t meddle wid t’ings yo don’t understand. […] We thought, if people were going to be stupid about this sort of thing, we might as well give them something to be really stupid about, you know?”

„Mischt euch nicht in Sachen ein, von denen ihr nichts versteht. […] Wir dachten: Wenn die Leute schon bei dieser Geschichte unbedingt blöd sein wollten, könnten wir ihnen gerade so gut etwas geben, wo man sich richtig blöd anstellen kann.“

## Einflüsse auf die Popkultur
The Number of the Beast ist einer der populärsten Titel von Iron Maiden und erreichte den 7. Platz in der Liste VH1’s 40 Greatest Metal Songs. Daneben wird das Lied in Martin Popoffs Buch The Top 500 Heavy Metal Songs of All Time auf Platz 6 aufgeführt.
The Number of the Beast wurde mehrfach gecovert, unter anderem auch von Necromantia für Covering Evil (12 Years Doing the Devil’s Work) und Iced Earth für das Album A Tribute to the Gods, des Weiteren von der deutschen Thrash-Metal Band Kreator. The Djali Zwan coverte ebenfalls dieses Lied für den Soundtrack des Films Spun. Daneben gibt es weitere Coverversion von etwa Powderfinger oder einer Southernrock-Akustik-Version von Shawn James & The Shapeshifters. Das Lied wird auch für Videospiele wie Tony Hawk’s Pro Skater 4 oder Guitar Hero III: Legends of Rock verwendet.

## Kommerzieller Erfolg

### Chartplatzierungen
Die Single erreichte in UK-Singlecharts den 18. Platz.
| ChartsChartplatzierungen     | Höchstplatzierung | Wochen |
| ---------------------------- | ----------------- | ------ |
| Vereinigtes Königreich (OCC) | 18 (9 Wo.)        | 9      |

### Auszeichnungen für Musikverkäufe
| Land/Region                  | Auszeichnungen für Musikverkäufe (Land/Region, Auszeichnung, Verkäufe) | Verkäufe |
| ---------------------------- | ---------------------------------------------------------------------- | -------- |
| Australien (ARIA)            | Gold                                                                   | 35.000   |
| Vereinigtes Königreich (BPI) | Silber                                                                 | 200.000  |
| Insgesamt                    | 1× Silber · 1× Gold ·                                                  | 235.000  |

Hauptartikel: Iron Maiden/Auszeichnungen für Musikverkäufe